# Kōjinguchi-dōri
Le Kōjinguchi-dōri (荒神口通, Kōjinguchi-dōri), littéralement Rue Kōjinguchi, est une voie du centre-nord de Kyoto, dans les arrondissements de Kamigyō et Sakyō. Orientée est-ouest, elle débute au Kawabata-dōri (ja), peu avant la rivière Kamo, et termine au Teramachi-dōri (en), devant le parc Kyōto Gyoen.
La portion de la rue avant le Kawabata-dōri est le Konoe-dōri (ja). Sa suite directe après le Kyōto Gyoen est le Demizu-dōri.

## Description

### Situation
Elle suit le Kami-kiritōshi (上切通シ) au sud et précède le Hirokōji-dōri (広小路通) au nord.

### Voies rencontrées
De l'est vers l'ouest. Les voies rencontrées de la droite sont mentionnées par (d), tandis que celles rencontrées de la gauche, par (g). Contrairement à la plupart des petites rues du centre-ville, elle n'est pas à sens unique.
1. Kawabata-dōri (ja) (川端通)

Rivière Kamo, pont Kōjin
1. (g) Sanbongi-dōri (三本木通)
2. Kawaramachi-dōri (en) (河原町通)
3. (g) Shinkarasuma-dōri (新烏丸通)
4. Teramachi-dōri (en) (寺町通)

- Sources : arc.ritsumei.ac.jp[2]

### Transports en commun
La rue est desservie par les lignes 3, 4, 17, 37, 59 et 205 de Kyoto Bus (ja), le réseau d'autobus municipal.

## Odonymie
La rue est nommée après la porte Kōjin (荒神口, Kōjinguchi), une des Sept portes de Kyoto (ja), qui se situait tout près. La porte a été dédiée au Kōjin (en), dieu shinto du feu.

## Histoire
À l'époque de la ville impériale, la rue faisait partie du Shiga Goemichi (ja), grande artère menant de la porte Kōjin au lac Biwa dans la province d'Ōmi.

## Patrimoine et lieux d'intérêt
En raison du nom de la porte, le temple bouddhiste Gojō-in (ja) y a été déplacé en 1600, de son emplacement initial au coin du Horikawa-dōri (en) et du Takatsuji-dōri (ja).